# Ptychodera
Ptychodera är ett släkte av svalgsträngsdjur. Ptychodera ingår i familjen Ptychoderidae.
Kladogram enligt Catalogue of Life:
| Ptychodera | \| \| Ptychodera bahamensis \| \| \| \| \| \| Ptychodera ceylonica \| \| \| \| \| \| Ptychodera erythrea \| \| \| \| \| \| Ptychodera flava \| \| \| \| \| \| Ptychodera pelsarti \| \| \| \| |
|            | \| \| Ptychodera bahamensis \| \| \| \| \| \| Ptychodera ceylonica \| \| \| \| \| \| Ptychodera erythrea \| \| \| \| \| \| Ptychodera flava \| \| \| \| \| \| Ptychodera pelsarti \| \| \| \| |
|            | Balanoglossus |
|            | |
|            | Glossobalanus |
|            | |
|            | Ptychodera bahamensis |
|            | |
|            | Ptychodera ceylonica |
|            | |
|            | Ptychodera erythrea |
|            | |
|            | Ptychodera flava |
|            | |
|            | Ptychodera pelsarti |
|            | |

|  | Ptychodera bahamensis |
|  |                       |
|  | Ptychodera ceylonica  |
|  |                       |
|  | Ptychodera erythrea   |
|  |                       |
|  | Ptychodera flava      |
|  |                       |
|  | Ptychodera pelsarti   |
|  |                       |